# Бённингштедт
Бённингштедт (нем. Bönningstedt) — община в Германии, в земле Шлезвиг-Гольштейн. 
Входит в состав района Пиннеберг. Подчиняется управлению Пиннау.  Население составляет 4405 человек (на 31 декабря 2010 года). Занимает площадь 12,05 км².